# Aleksinica
Aleksinica falu Horvátországban Lika-Zengg megyében. Közigazgatásilag Gospićhoz tartozik.

## Fekvése
Gospićtól légvonalban 14 km-re közúton 17 km-re északnyugatra fekszik.

## Története
A középkorban valahol a mai falu területén az Oteš és az Ostrovic dombok között feküdt Potorjan falu. A 12. században ide az újonnan épített várba helyezték át az egyik legrégibb horvát közigazgatási egység, a már 1071-ben említett bužanai zsupánság székhelyét. Aleksinica egyik részét ma Gradinának hívják ahol a középkori épületek alapfalai még láthatók. Ez alatt fejlődött ki egy kereskedelmi központ, amely akkoriban Lika e részének legnagyobb vásáros helye volt. A középkori település nevét feltételezhetően a "pod tornjem" (torony alatt) kifejezésből kapta. A korabeli források szerint Potorjan 1480-ra már elpusztult. Lakóit talán pestis pusztíthatta el, mert valószínűtlennek tűnik hogy az egész település egy csapásra vált lakatlanná. A késő középkorban Potorjan mellett állt a Szűz Mária tiszteletére szentelt plébániatemplom, amely körül létesült falu a templom védőszentje után a Marinci nevet kapta. Ebben a faluban 1411-ben ispotályt alapítottak, mely Szent Mária Magdolna nevét viselte. Potorjántól Marincin és a Velebit-hegységen át ősi kereskedelmi út vezetett a tengerpartra az ősi Bagra. Potorjánban a távoli országokba szánt kereskedelmi áruk raktára volt. 1527-ben a vidék több mint százötven évre török megszállás alá került. 1689-ben a terület felszabadult a török uralom alól és a szabaddá vált területre katolikus horvátok települtek. 1696-ban felépítették Keresztelő Szent János tiszteletére szentelt templomukat. Anyakönyveit 1790-óta vezetik. A falunak 1857-ben 681, 1910-ben 393 lakosa volt. A trianoni békeszerződés előtt Lika-Korbava vármegye Perušići járásához tartozott. Ezt követően előbb a Szerb-Horvát-Szlovén Királyság, majd Jugoszlávia része lett. 1991-ben a független Horvátország része lett. A falunak 2011-ben 169 lakosa volt.

## Lakosság
| Lakosság változása | Lakosság változása | Lakosság változása | Lakosság változása | Lakosság változása | Lakosság változása | Lakosság változása | Lakosság változása | Lakosság változása | Lakosság változása | Lakosság változása | Lakosság változása | Lakosság változása | Lakosság változása | Lakosság változása | Lakosság változása |
| ------------------ | ------------------ | ------------------ | ------------------ | ------------------ | ------------------ | ------------------ | ------------------ | ------------------ | ------------------ | ------------------ | ------------------ | ------------------ | ------------------ | ------------------ | ------------------ |
| 1857               | 1869               | 1880               | 1890               | 1900               | 1910               | 1921               | 1931               | 1948               | 1953               | 1961               | 1971               | 1981               | 1991               | 2001               | 2011               |
| 681                | 0                  | 0                  | 569                | 735                | 393                | 295                | 500                | 669                | 586                | 481                | 457                | 272                | 258                | 220                | 169                |

(1869-ben és 1880-ban lakosságát Donje Pazarište és Vaganac népességéhez számították)

## Nevezetességei
Keresztelő Szent János tiszteletére szentelt plébániatemploma 1696-ban épült. A templom kissé kiemelkedő helyen áll. Nyugat-keleti tájolású, egyhajós, téglalap alaprajzú épület, keskenyebb téglalap alakú szentéllyel, a szentély mellett sekrestyével és a főhomlokzat feletti oromzatra épített harangtoronnyal. A főhomlokzatot egy központi sekély rizalit hangsúlyozza, amelyben a templom főbejárata található és amely a harangtoronyban folytatódik. Tiroli eredetű neo stílusú berendezése van. Főoltára Keresztelő Szent János, mellékoltárai Jézus Szentséges Szíve, Szűz Mária és Szent Illés próféta tiszteletére vannak szentelve. A templom belseje festett. A plébániaház a templom közelében álló L alaprajzú épület, a 18. század utolsó negyedének krajinai építészeti stílusában épült. Az épület romos, a plébánia szolgálatát Klanacról látják el.